# Commonwealth Development Corporation
Die Commonwealth Development Corporation, jetzt CDC Group Inc., (ehemals Colonial Development Corporation) ist eine kommerzielle Organisation für Entwicklungszusammenarbeit im Vereinigten Königreich.
Sie wurde 1948 von der Regierung Clement Attlee gegründet. Im Juli 2004 wurde eine Plattform für Private-Equity-Investments in Schwellenmärkten als Actis Capital aus der CDC ausgegliedert. CDC blieb weiterhin Sponsor von Actis’ Investitionstätigkeit; so wurden 650 Millionen US-Dollar an dem dritten Fonds der Firma überlassen.